# 汤河水库
汤河水库位于中国辽宁省辽阳市弓长岭区汤河乡。座落于太子河支流汤河上，是一座大(Ⅱ)型水利枢纽工程，主要用途包括防洪、供水、发电和养殖等功能。
水库于1969年12月竣工并投入使用，水域面积44.6平方公里，总库容7.23亿立方米。主要承担辽阳和鞍山的城市供水任务，每日供水量约为33万立方米。

## 水质和环境影响
汤河水库长期以来一直保持优良水质，属于地表水环境质量标准Ⅱ类水质。然而水库地处鞍山-本溪成矿带区域，1980年代后期，汤河水库流域的后台河流域发生了大规模的镍黄铁矿和硫化铜矿开采，导致酸性矿山废水中含有高浓度的硫酸根离子和铁、锰、镍、铜等重金属离子，水库硫化物含量较高，使其成为富硫型水库。这些矿场在21世纪初被关闭，但在汛期时废弃矿井水位上升会导致酸性矿山废水溢出，流入东支流库区，持续对水库水质产生影响。
水库在每年的4至9月处于热分层期，底部水体缺氧现象严重，特别是在低水位年份频繁发生底层水体硫化物污染事件，导致大量水库原水被弃用，造成巨大的经济损失。